# Левково (Сафоновский район)
Левково    — деревня  в  Смоленской области России,  в Сафоновском районе. Население – 15 жителей (2007 год)  .  Расположена в центральной части области  в 9 км к северу от города Сафонова,  в 10 км севернее автодороги М1 «Беларусь», на берегу реки Большая Вержа.  В 6,5 км восточнее деревни железнодорожная станция О.п. 14-й км на линии Дурово — Владимирский Тупик.  Входит в состав Вадинского сельского поселения.  

## История
В годы Великой Отечественной войны деревня была оккупирована гитлеровскими войсками в сентябре 1941 года, освобождена в 1943 году.
В «Списках населённых мест Российской империи.Смоленская губерния по сведеньям  1859г» есть запись:

Левково д.[деревня]вл.[владельческая] ,положение при рч.[речка]Руденка,число дворов-11,число жителей -мп55\жп50.
Так же деревня есть в 'Подробном атласе Российской империи [под редакцией Ильина] 1871 года.
Также деревня упоминается в «Жалованных и других грамотах Польского короля Сигизмунда Московским сановникам дворянам детям боярским и другим лицам».
Офанасью Григорьеву сыну Неелову дано старое поместье его и брата его Данила Неелова , в Дорогобужском уезде , в Кременском стану его поместья д.Кашинцова, д.Олферова, починок Терехов , где и двор его ,пустошь ЛЕВКОВА , пустошь починок Омельянова... Под датою 1610, сентября 25 дня.